# Museu Honmé
El Museu Honmé, Palau Reial o Palau del Rei Toffa és un museu situat en una antiga residència reial de Porto-Novo, Benín. Conté un exemple d'alounloun, que és un instrument musical tradicional, i la majoria de mostres estan relacionades amb el període del Rei Toffa. Tant el palau com l'espai que l'envolta foren afegides a la llista provisional del Patrimoni de la Humanitat de la Unesco del 31 d'octubre de 1996 en la categoria Cultural.